# Asthenodipsas malaccanus
Espèce
Synonymes
- Pareas dorsopictus Edeling, 1870
- Pareas malaccanus (Peters, 1864)

Statut de conservation UICN

 LC  : Préoccupation mineure
Asthenodipsas malaccanus est une espèce de serpents de la famille des Pareatidae.

## Répartition
Cette espèce se rencontre :
- à Sumatra et sur les îles Mentawai en Indonésie ;
- à Bornéo dans les parties malaisienne et indonésienne ;
- en Malaisie péninsulaire ;
- en Thaïlande.

## Publication originale
- Peters, 1864 : Über neue Amphibien (Typhloscincus, Typhlops, Asthenodipsas, Ogmodon). Monatsberichte der Königlichen Preussischen Akademie der Wissenschaften zu Berlin, vol. 1864, p. 271-276 (texte intégral).